# Pirates of Treasure Island
Pirates of Treasure Island è un film statunitense del 2006 diretto da Leigh Scott. È un B movie prodotto da The Asylum, società specializzata nelle produzioni di film a basso costo per il circuito direct-to-video, e vagamente ispirato al romanzo L'isola del tesoro di Robert Louis Stevenson.

## Trama
Su Skeleton Island, un'isola sperduta, Long John Silver e Billy Bones provocano una rivolta vittoriosa contro il capitano Flint. Il gruppo viene attaccato da insetti giganteschi, e fugge con la nave. Nel caos, a Long John viene strappata via una gamba da uno scarafaggio gigante.
Stati Uniti, 1782. Jim Hawkins è il proprietario del Admiral Benbow Inn, ma si è stancato di una vita di monotonia e cerca l'avventura. Uno dei suoi clienti, Billy Bones, muore nella sua locanda e lascia a Jim una mappa del tesoro che mostra la via verso un tesoro sepolto su Skeleton Island. Insieme al dottor Livesey, Jim recluta un marinaio francese Smollete, capitano della goletta Hispaniola, e con questa salpa verso Skeleton Island, con il pretesto di andare a raccogliere esemplari  della fauna selvatica locale. Jim e Livesey reclutano anche Long John Silver, ora soprannominato Barbecue, come cuoco di bordo. Quest'ultimo recluta anche il resto dell'equipaggio della nave. Long John ha in programma di organizzare un ammutinamento al suo arrivo a Skeleton Island e di uccidere il capitano, Hawkins e il dottor Livesey in modo da poter recuperare il tesoro per sé e per i suoi pirati. A bordo vi è anche Anne Bonny, che aveva seguito Jim dalla locanda perché interessata al tesoro, e che dà protezione a Jim da Long John. Arrivati a Skeleton Island, la Hispaniola viene dirottata da Silver, con Smollette, Livesey e un funzionario del Governo degli Stati Uniti, tenuti prigionieri sulla nave, mentre gli altri vanno a terra alla ricerca del tesoro.

## Produzione
Il film fu prodotto da The Asylum e girato a Valley Center, Malibù e San Pedro, in California, con un budget stimato in 1.500.000 dollari. Il film è un mockbuster di Pirati dei Caraibi - La maledizione del forziere fantasma (Pirates of the Caribbean: Dead Man's Chest) uscito nello stesso anno.

## Distribuzione
Il film è stato distribuito solo per l'home video. Alcune delle uscite internazionali sono state:
- 27 giugno 2006 negli Stati Uniti (Pirates of Treasure Island)
- 3 novembre 2006 in Giappone
- 11 dicembre 2006 nel Regno Unito
- 20 febbraio 2007 in Grecia (To kynigi tou thisavrou)
- 3 dicembre 2008 in Polonia (Piraci z wyspy skarbów)
- 24 novembre 2009 nei Paesi Bassi
- in Ungheria (A kincses sziget kalózai)